# Sławno
Sławno (niem. Schlawe) – miasto w północno-zachodniej Polsce, w województwie zachodniopomorskim, siedziba władz powiatu sławieńskiego i gminy wiejskiej Sławno, położone na Pobrzeżu Koszalińskim, nad rzeką Wieprzą i strugą Moszczenicą, ok. 20 km od wybrzeża Morza Bałtyckiego.
Według danych GUS z 30 czerwca 2023 r., Sławno liczyło 11 839 mieszkańców i było pod względem liczby ludności 21. miastem w województwie zachodniopomorskim.

## Położenie
Sławno jest położone na Równinie Słupskiej, będącej jednym z mezoregionów Pobrzeża Koszalińskiego. Miasto znajduje się w północno-wschodniej części województwa zachodniopomorskiego. Historycznie leży na Pomorzu Zachodnim, choć w średniowieczu było także częścią Pomorza Gdańskiego (patrz niżej).
Według danych z 1 stycznia 2009 powierzchnia miasta wynosi 15,83 km². Miasto stanowi 1,51% powierzchni powiatu.
Według danych z 2002 r. 46% powierzchni miasta stanowią użytki rolne, a 3% – użytki leśne.
Przez Sławno prowadzi droga krajowa nr 6, łącząca Szczecin z Koszalinem, Słupskiem i Gdańskiem, oraz droga wojewódzka nr 205. Obecnie trwa budowa droga ekspresowej S6, która będzie omijać miasto od południa. Odległość miasta od Słupska wynosi: 27 km, od Koszalina: 40 km, a od stolicy województwa – Szczecina: 200 km.

## Warunki naturalne
Przez główną część miasta przepływa struga Moszczenica, biegnąca z zachodu na wschód. Przez południowo-wschodnią część miasta płynie Kanał Miejski, który obiega Stare Miasto i uchodzi do Moszczenicy. Przez wschodnie obrzeża miasta przepływa rzeka Wieprza.

## Historia

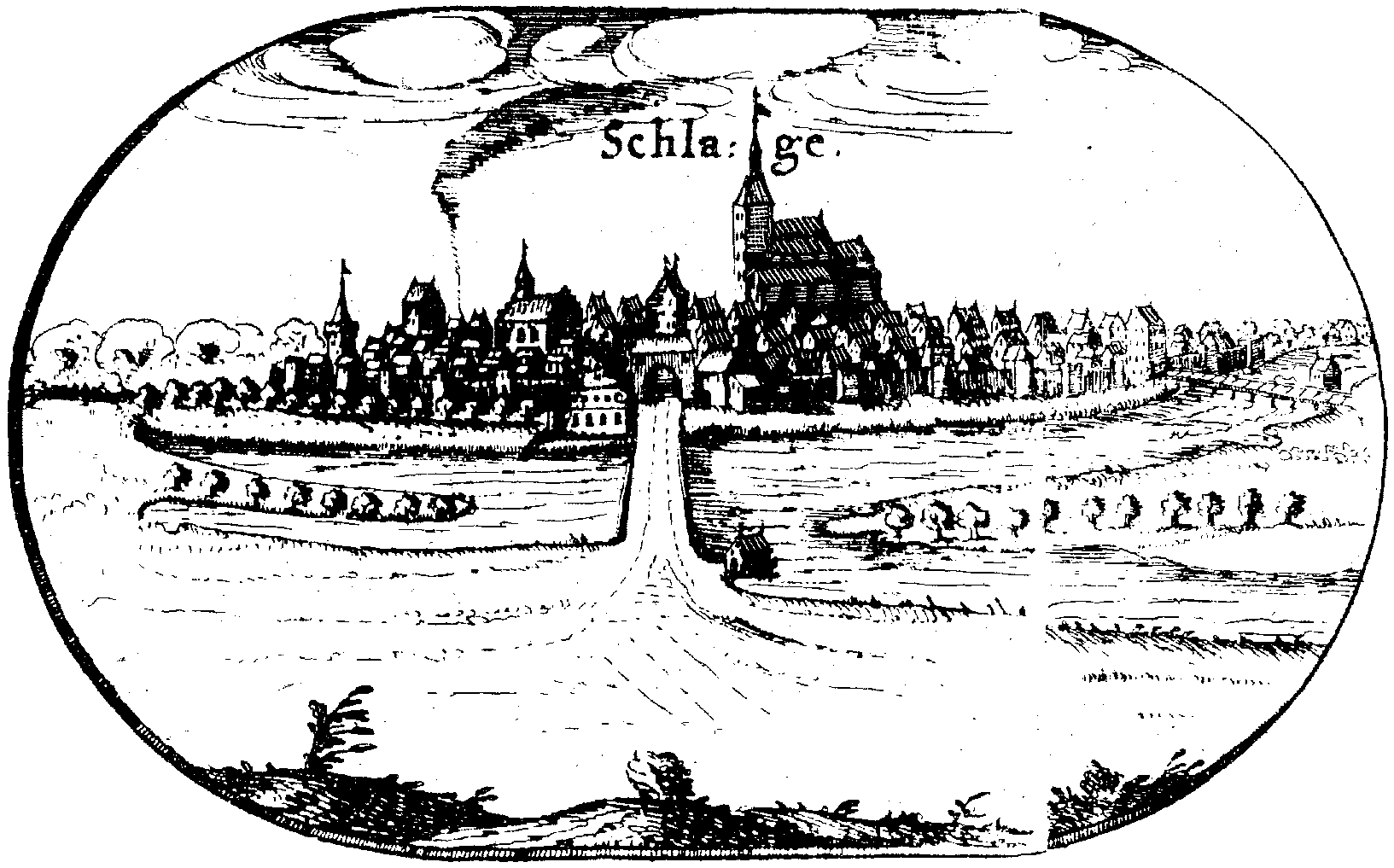
Panorama miasta na mapie Lubinusa z 1618

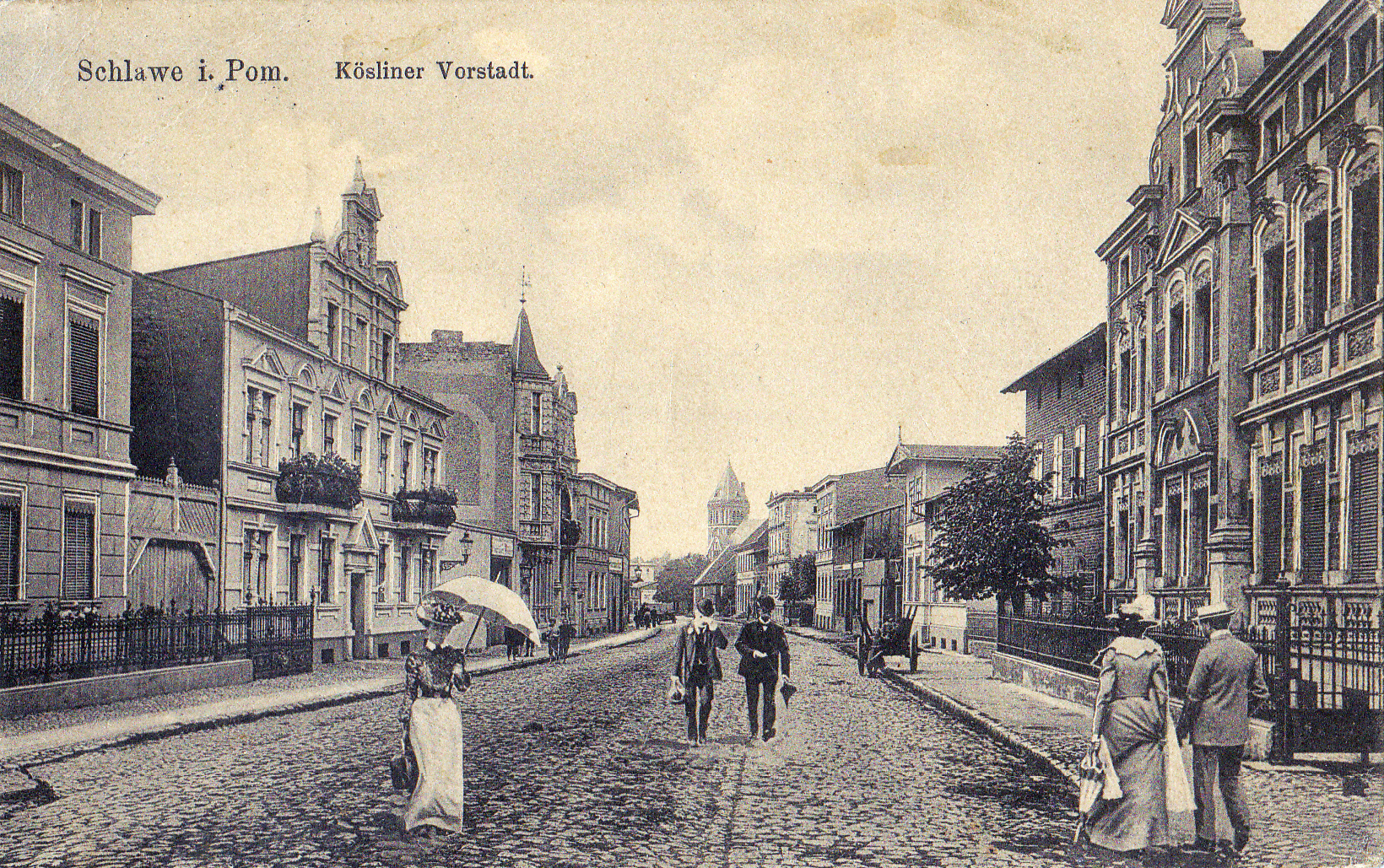
Ulica Koszalińska na pocztówce z 1912 roku

Sławno wraz z ziemią sławieńską należało do państwa pierwszych Piastów, w XII wieku gród Stare Sławno w zakolu Wieprzy stał się głównym ośrodkiem władzy książęcej. Z 1186 pochodzi pisemna wzmianka o Warcisławie, księciu sławieńskim. Na przełomie XII i XIII wieku książętami sławieńskimi byli Bogusław i jego syn Racibor. Po śmierci tego drugiego ok. 1227 roku miasto przeszło pod panowanie książąt Pomorza Zachodniego, ok. 1236 roku zostaje opanowane przez księcia gdańskiego Świętopełka. Pod panowaniem książąt gdańskich znajdowało się do 1294 roku, gdy na mocy układu w Kępnie z 1282, po śmierci księcia Mściwoja II wraz z całym ówczesnym Pomorzem Gdańskim zostało ponownie scalone z Polską. Utracone zostało przez Polskę w 1308, gdy opanowali je zbrojnie margrabiowie brandenburscy, którzy następnie w 1316 przekazali władzę zwierzchnią na rzecz zachodniopomorskich książąt na Wołogoszczy. W 1317 otrzymało prawa miejskie (prawo lubeckie). W 1380 mieszczanie niszczą Stare Sławno, obecne Sławsko, podczas ataku zabili książęcego namiestnika. Pod zwierzchnictwo polskie miasto wróciło w 1390 jako część księstwa słupskiego, które zostało lennem Korony Polskiej. Okres zwierzchnictwa polskiego zakończył się w 1474, gdy księstwo słupskie objął Bogusław X Wielki, który następnie zjednoczył Pomorze Zachodnie w jedno księstwo ze stolicą w Szczecinie. W XV wieku miasto stało się ważnym ośrodkiem sukiennictwa. Po wygaśnięciu pomorskiej dynastii Gryfitów i wojnie trzydziestoletniej miasto w 1648 stało się częścią ziem Hohenzollernów. Wchodziło następnie w skład Królestwa Prus i Cesarstwa Niemieckiego. Liczne pożary i przemarsze wojsk przyczyniają się upadku, sytuację tę zmienia w 1719 uzyskanie statusu siedziby powiatu. W XVIII i XIX wieku miasto miało duże znaczenie w handlu płótnem. W XIX wieku notuje się szybkie uprzemysłowienie – powstała odlewnia żelaza, fabryka maszyn, browar, tartak i olejarnia. W 1835 zostaje oddana do użytku szosa łącząca Szczecin z Gdańskiem, co daje impuls imigracji i wzmacnia rozwój przemysłu. W okresie międzywojennym do 1945 roku należało do Rzeszy Niemieckiej.
7 marca 1945 roku miasto zostało zdobyte przez oddziały 27 Dywizji Piechoty 19 Armii oraz 3 Samodzielnego Korpusu Pancernego Gwardii II Frontu Białoruskiego (po wojnie ku czci żołnierzy radzieckich postawiono pomnik na ul. Chełmońskiego). Z uwagi na oskrzydlenie, o samo miasto toczyły się tylko niewielkie walki ze strażami tylnymi wycofujących się Niemców. Po zdobyciu miasta 10 marca celowo została podpalona zabudowa Starego Miasta. W czasie II wojny światowej miasto zostało zniszczone w 45%. Po wojnie miasto znalazło się na terenach przyznanych Polsce. 7 maja 1946 zatwierdzono urzędowo obecną nazwę. Po odbudowie zniszczeń wojennych nastąpił dalszy rozwój przemysłu, powstał kombinat drzewny i fabryka płyt wiórowych.
Do 1975 roku Sławno leżało w województwie koszalińskim. W latach 1975–1998 miasto administracyjnie należało do województwa słupskiego.
W 2013 r. z uwagi na fakt, że Sąd Rejonowy w Sławnie miał 5 sędziów, został przekształcony w 4 wydziały zamiejscowe Sądu Rejonowego w Koszalinie.

## Przynależność administracyjna
| okres              |                      | państwo                      | zwierzchność                 |
| ------------------ | -------------------- | ---------------------------- | ---------------------------- |
| 1121-1160(możliwe) |                      | Księstwo pomorskie           | Księstwo pomorskie           |
| 1190-1238          |                      | Księstwo sławieńskie         | Księstwo sławieńskie         |
| 1238-1295          |                      | Księstwo słupskie            | Księstwo słupskie            |
| 1295-1368          |                      | Księstwo wołogoskie          | Księstwo wołogoskie          |
| 1368-1390          |                      | Księstwo słupskie            | Księstwo słupskie            |
| 1390-1474          |                      | Księstwo słupskie            | Korona Królestwa Polskiego   |
| 1474-1478          |                      | Księstwo słupskie            | Księstwo pomorskie           |
| 1478-1531          |                      | Księstwo pomorskie           | Księstwo pomorskie           |
| 1569-1625          |                      | Księstwo darłowskie          | Księstwo darłowskie          |
| 1625-1637          |                      | Księstwo pomorskie           | Święte Cesarstwo Rzymskie    |
| 1637-1657          | Szwecja              | Królestwo Szwecji            | Królestwo Szwecji            |
| 1657-1701          |                      | Brandenburgia-Prusy          | Święte Cesarstwo Rzymskie    |
| 1701-1806          |                      | Królestwo Prus               | Święte Cesarstwo Rzymskie    |
| 1701-1815          |                      | Królestwo Prus               | Królestwo Prus               |
| 1815-1866          | Królestwo Prus       | Związek Niemiecki            |                              |
| 1866-1871          | Królestwo Prus       | Związek Północnoniemiecki    |                              |
| 1871-1918          | Cesarstwo Niemieckie | Cesarstwo Niemieckie         | Cesarstwo Niemieckie         |
| 1918-1933          | Niemcy               | Rzesza Niemiecka             | Rzesza Niemiecka             |
| 1933-1945          | III Rzesza           | III Rzesza                   | III Rzesza                   |
| 1945-1952          | Polska               | Rzeczpospolita Polska        | Rzeczpospolita Polska        |
| 1952-1989          | Polska               | Polska Rzeczpospolita Ludowa | Polska Rzeczpospolita Ludowa |
| od 1990            | Polska               | Rzeczpospolita Polska        | Rzeczpospolita Polska        |

## Architektura
Cały obszar Starego Miasta Sławna został wpisany do rejestru zabytków.
Lista zabytków w mieście:
- Obwarowania miejskie Sławna – fragmenty murów obronnych z gotyckimi bramami miejskimi: Koszalińską i Słupską (XV wiek).
- Kościół pw. Wniebowzięcia Najświętszej Maryi Panny – gotycka świątynia wybudowana w latach 1326–1364.
- Budynek administracyjno-produkcyjny dawnej fabryki konserw z lat 1927–1928 (ul. Koszalińska 49, projekt – Diedrich Suhr).
- Ratusz w Sławnie (budynek dawnego starostwa) – obiekt z lat 1905–1907.
- Kamienica przy ul. Grottgera 8 – dawna siedziba szkoły zbudowanej w 1821 roku; obiekt przebudowany pod koniec XIX wieku i po 1945 roku.
- Kościół św. Antoniego Padewskiego z plebanią – dzieło Diedricha Suhra z lat 1925–1928.
- Wodociągowa wieża ciśnień z budynkiem dawnego odżelaziacza – założenie z 1927 roku.
- Zespół magazynów zbożowych (ul. Rapackiego 13), obiekt z XIX wieku.

Obiekty o walorach historycznych:
- Kamienice z XVIII, XIX i początku XX w.
- Zespół dworca kolejowego z końca XIX w. – wieża ciśnień z lat 1910–1920.
- Budynek Poczty z pocz. XX w.
- Willa A. Schultza z 1897 r. - do 31 sierpnia 2011 roku siedziba Zespołu Szkół Zawodowych.
- Budynek zespołu szkół z końca XIX (kamień węgielny – 1878) i początku XX wieku (1928).
- Przedwojenna szkoła, aktualnie Gimnazjum nr 1 (projekt Diedricha Suhra).
- Sławieński Dom Kultury – przed II wojną światową Ewangelicki Dom Parafialny, zbudowany w latach 1925–1926 (dzieło Diedricha Suhra).
- Borkowo (cmentarzysko) – najbliższa okolica miasta, cmentarzysko z neolitu.
- Sławsko (grodzisko) – stare leże miasta Sławno.
- Stary Kraków (grodzisko) – oddalone o 9 km grodzisko z epoki brązu przypisywane ludności kultury łużyckiej.
- Grzybnica (cmentarzysko) – Goci i Gepidowie, kamienne kręgi, kurhany – w okolicy miasta.

## Pomniki i miejsca pamięci narodowej
- Pomnik ku czci żołnierzy Armii Radzieckiej w Sławnie (demontowany 16 kwietnia 2016).
- Pomnik Stefana Wyszyńskiego w Sławnie.
- Pomnik Poległych Żołnierzy w Sławnie.
- Pomnik Chrystus przybywa do Sławna.

## Demografia
Struktura demograficzna mieszkańców Sławna według danych z 31 grudnia 2007:
| Opis                                | Ogółem | Ogółem | Kobiety | Kobiety | Mężczyźni | Mężczyźni |
| ----------------------------------- | ------ | ------ | ------- | ------- | --------- | --------- |
| Jednostka                           | osób   | %      | osób    | %       | osób      | %         |
| Populacja                           | 13 148 | 100    | 6911    | 52,56   | 6237      | 47,44     |
| Wiek przedprodukcyjny (0–17 lat)    | 2641   | 20,09  | 1293    | 9,83    | 1348      | 10,25     |
| Wiek produkcyjny (18–65 lat)        | 8463   | 64,37  | 4196    | 31,91   | 4267      | 32,45     |
| Wiek poprodukcyjny (powyżej 65 lat) | 2044   | 15,55  | 1422    | 10,82   | 622       | 4,73      |

W roku 2005 średni dochód na mieszkańca wynosił 1626,75 zł.
31 marca 2010 liczba bezrobotnych mieszkańców Sławna obejmowała 865 osób.

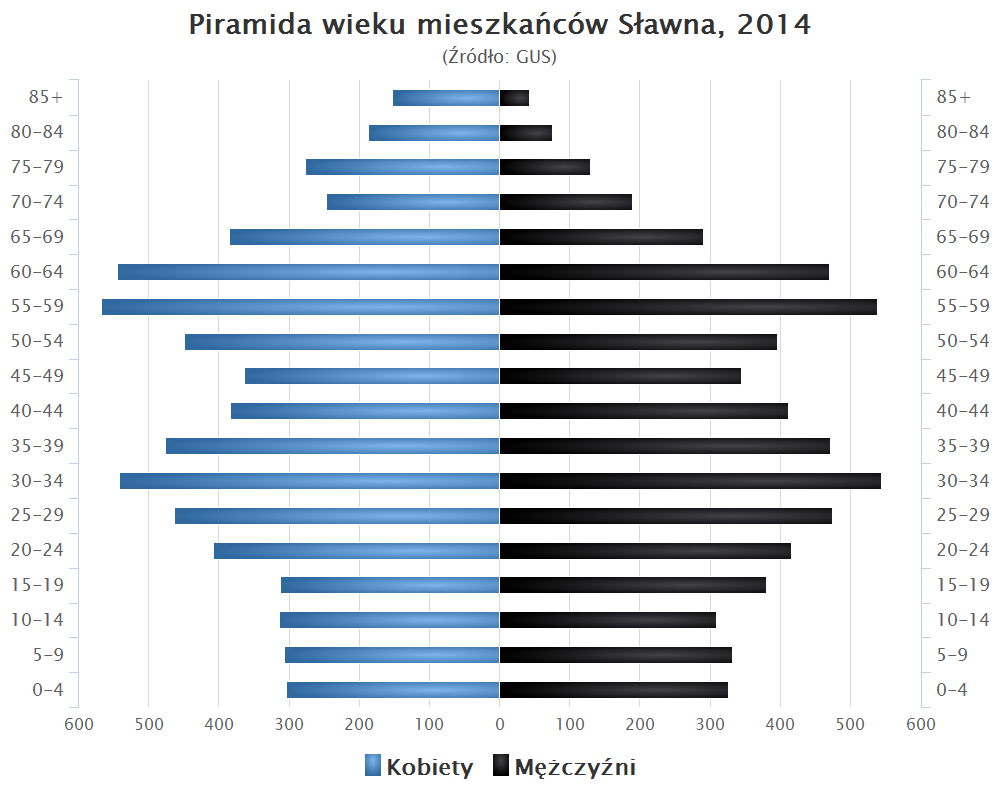
Piramida wieku mieszkańców Sławna w 2014 roku

| Darłowo  | Jarosławiec | Ustka  |
| Mielno   | Sławno      | Słupsk |
| Koszalin | Polanów     | Kępice |

## Transport

Dworzec kolejowy

Sławno było dawniej stacją węzłową, wkrótce po zakończeniu II wojny światowej rozebrane zostały tory w kierunku Polanowa i Ustki, a w 1997 r. do Korzybia. W 1991 r. zamknięto połączenie kolejowe z Darłowem. Uruchomiono je ponownie w czerwcu 2005 roku. Dzisiaj czynne linie kolejowe ze Sławna prowadzą do Stargardu i Gdańska Głównego (linia kolejowa nr 202) oraz do Darłowa (linia kolejowa nr 418)

## Administracja

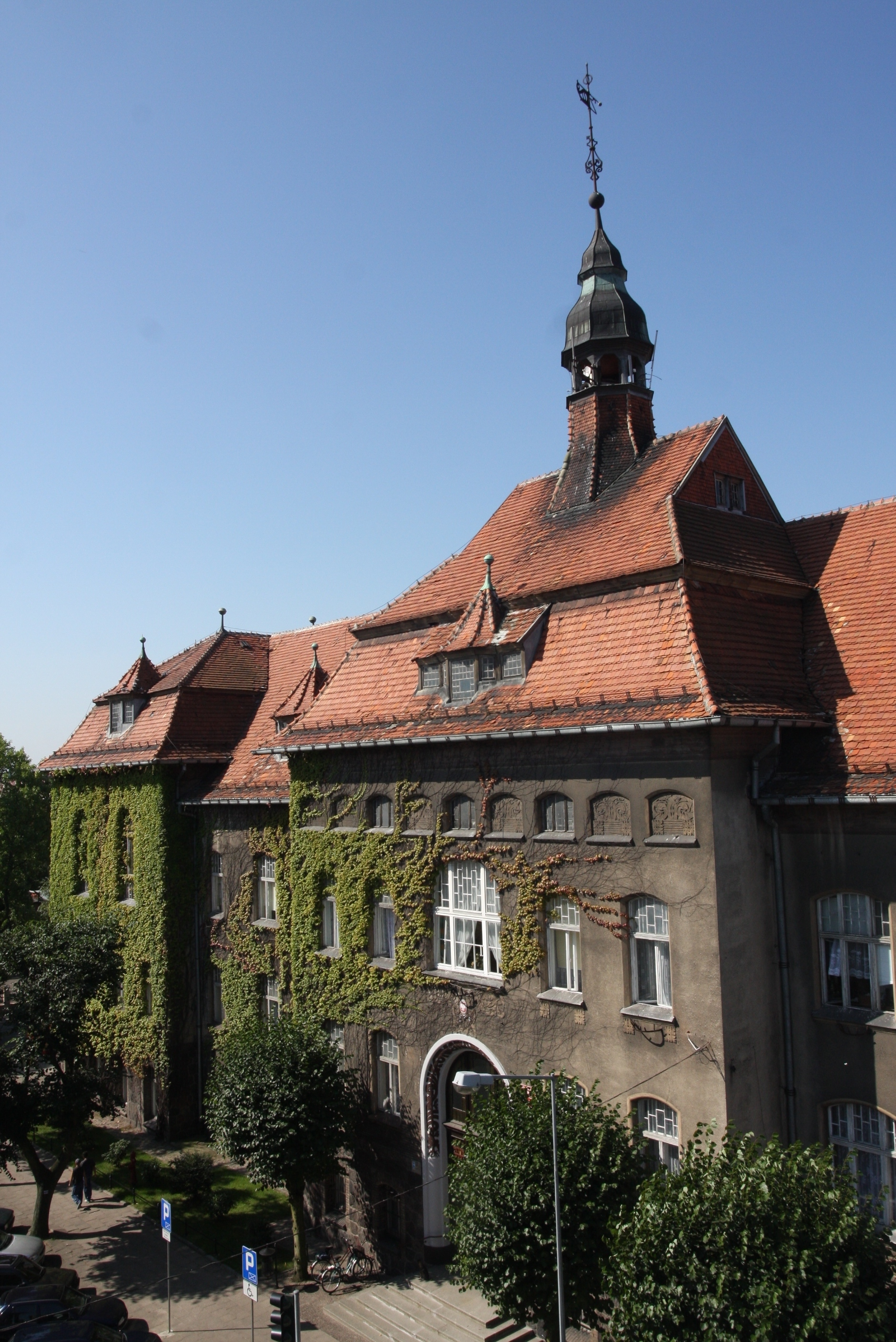
Ratusz

Sławno ma status gminy miejskiej. Mieszkańcy Sławna wybierają do swojej rady miasta 15 radnych. Organem wykonawczym władz jest burmistrz. Siedzibą władz miasta jest urząd miasta przy ul. Marii Skłodowskiej-Curie 9. Sławno należy do stowarzyszenia gmin Nowa Hanza. Od roku 1950 Sławno nie posiadało żadnego burmistrza, przez reformę wobec której funkcje burmistrza pełniła rada miasta.
Burmistrzowie Sławna:
- 10 maja 1945 – 20 czerwca 1945 – Władysław Buchelt
- 21 czerwca 1945 – 28 lutego 1949 – Antoni Łączyński
- 1 marca 1949 – 31 października 1949 – Antoni Szymański
- 1 listopada 1949 – 26 czerwca 1950 – Feliks Kocbus[19]
- 1990–2002 – mgr Wojciech Ludwikowski
- 2002–2007 – mgr inż. Mirosław Roman Bugajski
- od czerwca 2007 – dr inż. Krzysztof Frankenstein

Miasto jest siedzibą starostwa sławieńskiego, które mieści się przy ul. S. Sempołowskiej.
W mieście znajduje się także siedziba wiejskiej gminy Sławno.
Mieszkańcy Sławna wybierają 4 z 17 radnych do Rady Powiatu w Sławnie. Mieszkańcy wybierają radnych do sejmiku województwa w okręgu IV. Posłów na Sejm wybierają z okręgu wyborczego nr 40, senatora z okręgu nr 100, a posłów do Parlamentu Europejskiego z okręgu wyborczego nr 13.
W Sławnie znajdują się 2 biura poselskie: Stanisława Gawłowskiego (PO), Pawła Szefernakera(PiS) oraz biuro senatorskie Piotra Zientarskiego (PO).
W 2016 r. wykonane wydatki budżetu samorządu Sławna wynosiły 48,7 mln zł, a dochody budżetu 47,9 mln zł. Zobowiązania samorządu (dług publiczny) według stanu na koniec 2016 r. wynosiły 18,2 mln zł, co stanowiło 38,1% poziomu dochodów.

## Oświata

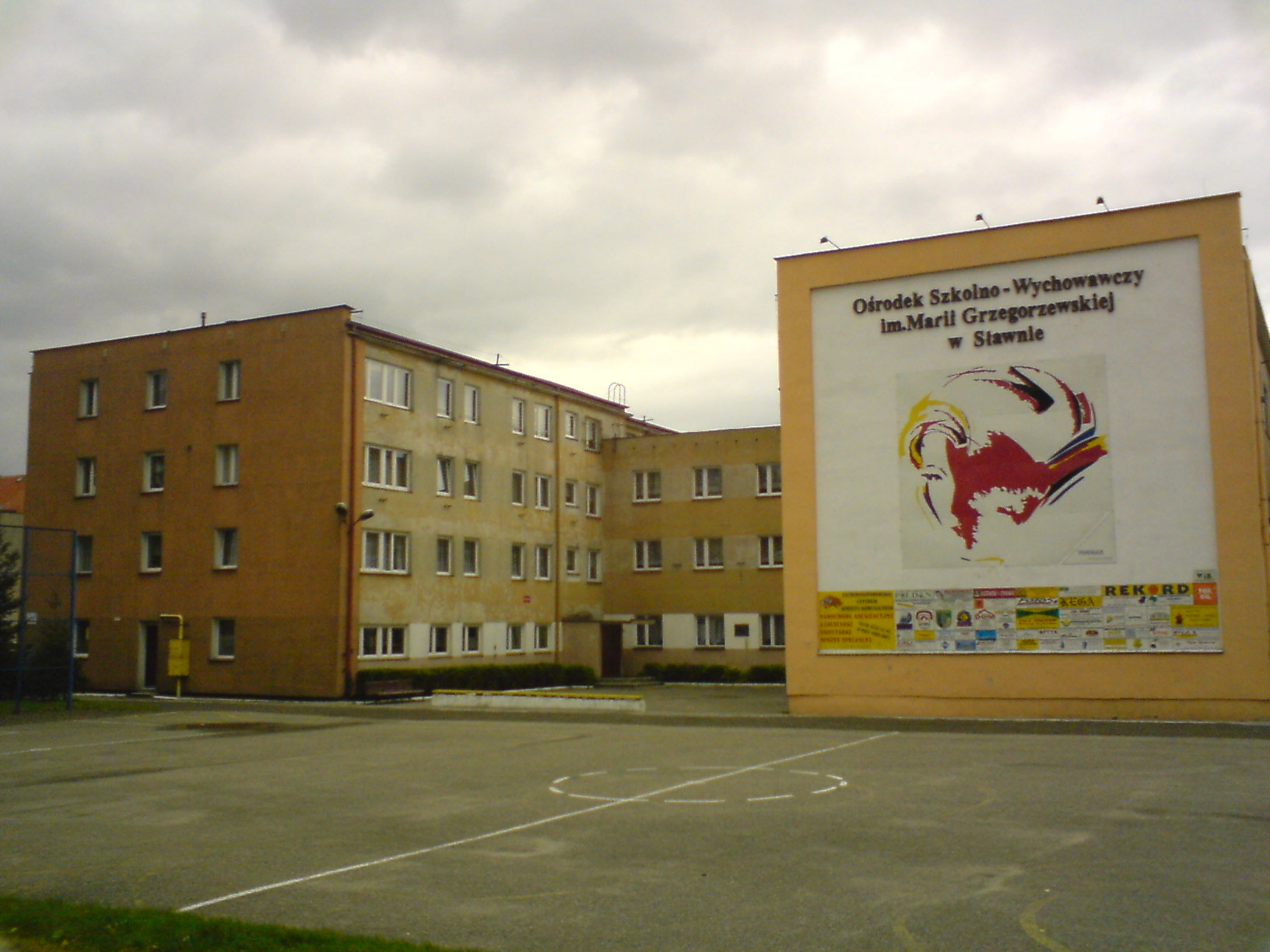
Ośrodek Szkolno-Wychowawczy dla Dzieci Niesłyszących im. Marii Grzegorzewskiej

W mieście znajdują się 4 przedszkola miejskie (w tym jedno przedszkole z oddziałem żłobkowym), 2 przedszkola prywatne, 2 szkoły podstawowe, a także kilka szkół ponadpodstawowych:
- Gimnazjum Miejskie nr 1 im. mjra Henryka Sucharskiego.
- Zespół Szkół w Sławnie im. Jana Henryka Dąbrowskiego m.in. liceum ogólnokształcące, profilowane, uzupełniające, dla dorosłych
- Zespół Szkół Agrotechnicznych.
- Zespół Szkół Zawodowych.
- Państwowa Szkoła Muzyczna I i II st. w Słupsku. Filia w Sławnie
- Ośrodek Szkolno-Wychowawczy dla Dzieci Niesłyszących im. Marii Grzegorzewskiej w Sławnie
- Wielofunkcyjna Placówka Opiekuńczo-Wychowawcza w Sławnie
- Od 2011 roku w Sławnie działa niepubliczna szkoła dla dorosłych: Zaoczne Uzupełniające Liceum Ogólnokształcące w Sławnie, prowadzona przez Prywatne Centrum Edukacyjne MARMOŁOWSKI[potrzebny przypis]

W Sławnie znajdują się dwie biblioteki: Biblioteka Pedagogiczna oraz Biblioteka Miejska.

## Sport
W miejscowości swoją siedzibę ma Miejski Klub Sportowy Sława Sławno, założony 13 maja 1946 roku. Rozgrywa swoje mecze na Stadionie Miejskim w Sławnie, który ma pojemność 2500 miejsc (250 siedzących) oraz wymiary murawy 100 × 60 m. Sława Sławno ma barwy biało-czerwono-czarno-niebieskie. W latach 2001–2006 zespół piłkarski występował w klasie okręgowej (okręg koszaliński grupa północna). W latach 2006–2008 zespół grał w IV lidze w grupie zachodniopomorskiej. W sezonie 2008/2009 klub grał w III lidze pomorsko-zachodniopomorskiej i zakończył rozgrywki na 13. miejscu, które dawało przez sezonem utrzymanie. Jednak po zmianie regulaminu IV ligi i wycofaniu się z rozgrywek II ligi Kotwicy Kołobrzeg Sława spadła do IV ligi. W 2010 roku Sława spadła do V ligi. W sezonie 2010/2011 Klub z powrotem awansował do IV ligi, trenerem wówczas był, były 5-krotny Reprezentant Polski Grzegorz Lewandowski. Obecnie Sława ABWood Sławno gra w wojewódzkiej lidze okręgowej, a trenerem jest Tadeusz Żakieta.
Od 1996 roku odbywa się w Sławnie bieg na dystansie 10 km, nazywany Biegiem Święców. Start jest w Grodzisku (między Sławskiem a Wrześnicą). W Sławnie mieszczą się dwie hale sportowe. Młodzi Gracze badmintona wyjeżdżają na mistrzostwa Polski. Co dwa tygodnie na przemian z grand prix tenisa stołowego odbywa się Biała Lotka.

## Miasta partnerskie
- Ribnitz-Damgarten
- Rinteln
- Trydent (umowę o współpracy podpisano 1 maja 2004)
- Ząbkowice Śląskie (umowę o współpracy podpisano 21 marca 2010[22])

## Lista laureatów odznaki Złoty Gryf Sławieński[23]
- ks. prałat Marian Dziemianko
- prof. UAM dr hab. Włodzimierz Rączkowski
- Stanisław Poprawski
- Włodzimierz Olszewski
- Derk Stegewentz
- Jan Brewiński
- Andrzej Czesław Wulczyński
- Elżbieta Bronowicka – Stawicka

## Znani ludzie urodzeni w Sławnie
- Franz Mehring (1846–1919), teoretyk i historyk marksistowski, niemiecki filozof
- Hans-Martin Majewski(inne języki) (1911–1997), niemiecki kompozytor muzyki filmowej
- Erica Wallach(inne języki) (1923–1994), amerykańsko-niemiecka aktywistka polityczna i nauczycielka
- Arwed Imiela(inne języki) (1929–1982), niemiecki seryjny morderca
- Otto Mellies(inne języki) (1931-2020), niemiecki aktor
- Wolfgang Weber (urodzony 1944), niemiecki piłkarz, srebrny i brązowy medalista mistrzostw świata
- Marcin Wasilewski (urodzony 1975), polski pianista i kompozytor
- Dawid Nilsson – polski piłkarz ręczny, mistrz i reprezentant Polski
- Agnieszka Włodarczyk (urodzona 1980), polska aktorka i piosenkarka
- Marlena Karwacka (urodzona 1997), polska zawodowa kolarka torowa

## Kościoły i związki wyznaniowe
- Kościół greckokatolicki:

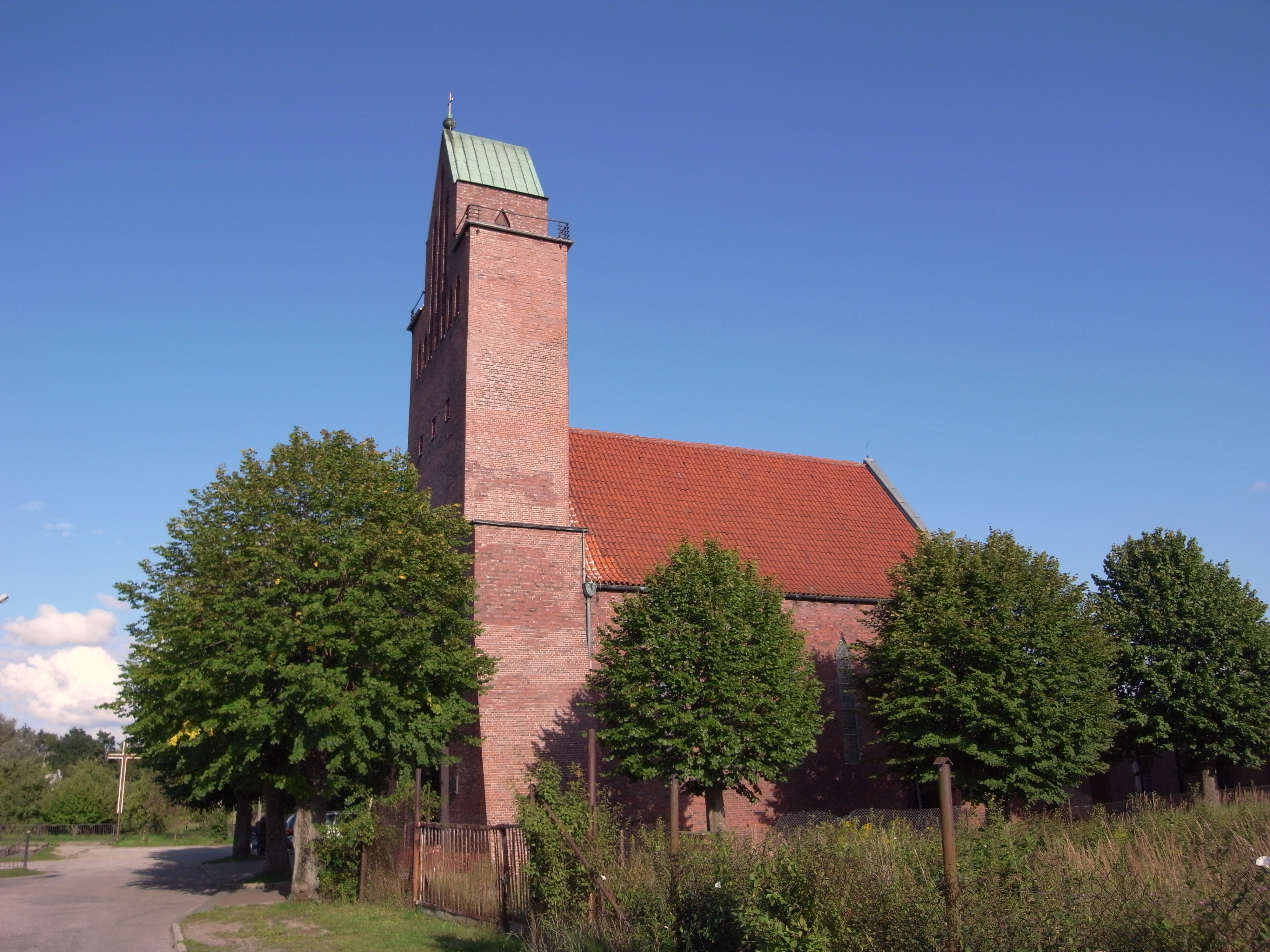
Kościół pw. św. Antoniego z Padwy z lat 1925–1928

  - parafia Ofiarowania Najświętszej Maryi Panny, nabożeństwa prowadzone są w kościele rzymskokatolickim św. Antoniego[24]
- Kościół rzymskokatolicki:
  - parafia św. Antoniego Padewskiego[25]
  - parafia Wniebowzięcia Najświętszej Maryi Panny[26]
- Kościół Zielonoświątkowy w RP:
  - zbór „Sławno dla Jezusa”[27]
- Świadkowie Jehowy:
  - Świadkowie Jehowy, zbór (w tym grupa języka migowego) z Salą Królestwa[28].